# Rezolucija Vijeća sigurnosti UN-a 1387
Rezolucijom Vijeća sigurnosti UN-a 1387, jednoglasno usvojenom 15. siječnja 2002., nakon podsjećanja na prethodne rezolucije o Hrvatskoj, uključujući rezolucije 779 (1992.), 981 (1995.), 1088 (1996.), 1147 (1998.), 1183 (1998.), 1222 ( 1999.), 1252 (1999.), 1285 (2000.), 1307 (2000.), 1357 (2001.) i 1362 (2001.), Vijeće je ovlastilo Promatračku misiju Ujedinjenih naroda na Prevlaci (UNMOP) da nastavi praćenje demilitarizacije na području poluotoka Prevlaka u Hrvatskoj šest mjeseci do 15. srpnja 2002. Bila je to prva rezolucija Vijeća sigurnosti usvojena 2002. godine.
Vijeće sigurnosti pozdravilo je mirnu i stabilnu situaciju na poluotoku Prevlaci i bilo ohrabreno saznanjem da su se i Hrvatska i Savezna Republika Jugoslavija dogovorile o osnivanju Komisije za granicu. Napomenulo je da je prisutnost UNMOP-a uvelike pridonijela održavanju uvjeta pogodnih za rješavanje spora.
U rezoluciji je pozdravljen napredak Hrvatske i Savezne Republike Jugoslavije (Srbije i Crne Gore) u normalizaciji međusobnih odnosa. Pozvalo je obje strane da prestanu s kršenjem režima demilitarizacije, surađuju s promatračima Ujedinjenih naroda i osiguraju punu slobodu kretanja promatračima. Obje zemlje su pozvane da provode mjere izgradnje povjerenja iz Rezolucije 1252 i da najmanje dvaput mjesečno izvješćuju o napretku svojih bilateralnih pregovora. Konačno, od Stabilizacijskih snaga, ovlaštenih Rezolucijom 1088 i proširenih Rezolucijom 1357, zatraženo je da surađuju s UNMOP-om.
Hrvatska je tražila prekid misije kako bi obje zemlje imale više vremena za rješavanje nesuglasica, dok je Crna Gora bila za duži mandat.

## Vanjske poveznice
| Wikizvor | Engleski Wikizvor ima izvorni tekst na temu: United Nations Security Council Resolution 1387 |

- Text of the Resolution at undocs.org